# 國民小學及國民中學補救教學實施方案
國民小學及國民中學補救教學實施方案是中華民國教育部實施的一項學業輔導措施，旨在提供弱勢族群子女更多的教育支援，以期能改善教育資源不均衡的問題。自2006年起，台灣具有原住民、外籍配偶子女、隔代教養或單親、低收入戶、身心障礙和農漁民子女身份的學生可在正規教育時段外享有額外的課業指導。

## 背景
1990年代，台灣政治、經濟、社會、文化、環境與教育變遷快速。其中經濟型態轉變使核心家庭成為台灣家庭結構的主流、隔代教養案例增加與貧富差距加大，而高齡化和少子化問題也在此時成為社會矚目的焦點。這樣的社會變遷對弱勢族群子女的教育帶來不利影響，貧窮、家庭代溝、文化適應和對弱勢者的排擠都可能造成學習弱勢，使弱勢族群無法藉由教育改變社會地位。
台灣在教育改革期間大力推動改善弱勢學生教育環境的計畫。1996年，教育部實施《教育優先區計畫》，將偏遠地區和有升學率低、中輟率高、設備嚴重不足問題的學校列為優先補助的對象；2003年時的全國教育發展會議的首要議題就是弱勢族群的教育問題，同年開辦「關懷弱勢弭平落差課業輔導」；2004年，《教育部縮短城鄉學習落差補助要點》正式通過，以「積極性的差別待遇」對學習弱勢的學生、家庭與學校提供支援。

## 內容
2006年，教育部將數種性質類似的計畫整合為《攜手計畫課後扶助方案》，由教師、預備教師、大學生和退休教職人員參與，對具有原住民、新移民子女、低收入戶、身心障礙和免納所得稅的農漁民子女身份的學生實施課後學業輔導，同時也對學習弱勢的學校補助經費，以推動相關計畫。到2008年時，台灣都會地區班級成績後20%、非都會地區班級成績後35%的學生均可參與計畫，於課後或寒暑假期間接受學業輔導。
攜手計畫的主管機關為教育部國民及學前教育署，但部份業務委由國立臺南大學辦理，例如網站維護和評量設計等。計畫實行的第一年（2006年）共有1,333所學校、11,822名教職人員與62,387個學生參與計畫，投入經費約2億9千萬新台幣。隔年參與計畫的學生倍增至12萬人次，參與學校2,303所。到了2008年時，全台灣國民中小學開辦攜手計畫的比例已增至86%，接受計畫的學生也增至206,374人次。
計畫實行初期，學業輔導的科目僅限於國語文、英語和數學三科。2008年後，接受計畫的國民中學可增開自然科和社會科，隔年更允許學校在寒暑假的學業輔導課程中加開藝術、體育或校外教學活動，以增進學習意願。同年5月，教育部完成國語文和數學科的「攜手計畫課後扶助方案學生評量計畫」，從國小一年級到國中三年級都有適用的測驗工具，幫助教師檢測學生能力。此外，教育部和地方政府也透過職前訓練、經驗共享、成果發表、校際合作等方式結合大學、企業和民間力量，完成攜手計畫的配套措施，增加學習資源。

## 執行評估
攜手計畫實行後，從政府到學術界都有報告或論文就各方面提出執行評估。在教學上，評估者普遍認為應加強教師的專業知能，進行在職訓練，以提升教學能力；在班級上，則建議減少共同上課人數，以小班教學方式減輕教師負擔，增加個別輔導時間；在輔導上，專業輔導人員的角色受到重視，評估者傾向由輔導人員協助學生面對學習困境，並適時給予心理輔導。除了對教育現場的評估，教育部和地方政府也被要求應增加教師研習次數，並邀請專業領域的學者參與座談。此外，由於攜手計畫的教學人員並非僅限於教師，大學生或預備教師也可參與，因此也出現建立「攜手計畫教師任用標準」的呼聲。

## 外部連結
- 補救教學方案官方網站（页面存档备份，存于）（繁體中文）
- 補救教學方案科技化評量（页面存档备份，存于）（繁體中文）